# 茂隆银厂
茂隆银厂是明清时期位在今云南省沧源佤族自治县境内的一座银厂，遗址在芒卡镇湖广村境内。
茂隆银厂系南明李定国与班老佤族、孟定土司共同创办。清乾隆八年（1743年），吴尚贤与班老王蜂筑协约开采，在吴的治下厂地有百余里、矿工二三万人，曾是云南最大的银矿。矿工多从中国内地流亡而来，共有200多个矿洞，矿渣超过50吨，含铅质在30%以上。冶炼采用土法冶炼，矿渣未冶炼完尽。清廷每年向茂隆银厂征收课税1.1万余两白银，并且担忧矿工众多，“行止有成”、“滋生事端”。1751年在吴尚贤从京城回到云南后，时任云贵总督硕色以“侵肥入己”、私造军火的罪名将他拘捕，次年吴在狱中病故。吴尚贤死后清廷加重对茂隆银厂的税负，银厂难以维持，持续衰落。嘉庆五年（1800年），清廷下令封闭茂隆银厂。1986年，茂隆银厂遗址被列为沧源佤族自治县重点文物保护单位；2006年6月6日，被临沧市人民政府列为第二批文物保护单位。

## 资料来源
1. ↑   (PDF): 694.
2. ↑  沧源佤族自治县地方志编撰委员会. . 昆明: 云南民族出版社. 1998年12月: 907. ISBN 7-5367-1498-X.
3. ↑  杨煜达. . 《中国边疆史地研究》. 2008年, 4: 43—55  [2017-12-17]. （原始内容存档于2017-12-22）.